# Kamel al-Mousa
Kamel Al-Mousa Fallatah, né le 29 août 1982, est un footballeur international saoudien, évoluant au poste de défenseur.

## Carrière
Formé à l'Al-Wedha, Al-Mousa s'impose progressivement au sein de l'équipe première où il joue avec son frère Ahmed Al-Mousa. En 2002-2003, il intègre l'équipe professionnelle et remporte son premier trophée, le titre de champion de la seconde division saoudienne. 
Il est prêté en 2006 à Al-Hilal, pour la seconde moitié de saison, et remporte une Coupe d'Arabie saoudite. Sélectionné pour disputer la Coupe d'Asie des nations 2007, Al-Mousa et ses coéquipiers se hissent en finale où ils doivent s'incliner face à l'Irak.
En 2010, il quitte Al-Wedha pour Al-Ahli où il remporte, à deux reprises, la King Cup of Champions. Al-Mousa participe à sa deuxième Coupe d'Asie en 2011. Néanmoins, cette campagne se révèle désastreuse pour les saoudiens, éliminés dès le premier tour.

## Palmarès

### En club
- Champion d'Arabie saoudite de Division 2 en 2003 avec Al-Wedha
- Vainqueur de la Coupe d'Arabie saoudite en 2006 avec Al-Hilal
- Vainqueur de la King Cup of Champions en 2011 et 2012 avec Al-Ahli
- Championnat d'Arabie Saoudite en 2016 avec Al-Ahli

### En sélection
- Finaliste de la Coupe d'Asie des nations en 2007 avec l'Arabie saoudite